# Una vida para recordar
«Una vida para recordar» es una canción grabada por la banda colombiana Piso 21, donde cuenta con la participación del cantante puertorriqueño Myke Towers. La canción fue presentada el 5 de julio de 2019.

## Antecedentes y composición
La canción marca una evolución favorable de la popularidad de la banda, después de la salida de Llane. Contó con la participación de Myke Towers, bajo la producción de Tezzel y Mosty. Además, es el primer sencillo de la banda junto a su nuevo integrante David Lorduy Hernández "Lorduy".
«Una vida para recordar» es una canción que destaca el estilo de Piso 21, al cual se suma la esencia de Towers. Tiene una duración de tres minutos con treinta y seis segundos en su versión original, mientras que su video musical dura tres minutos con cincuenta y un segundos.
Fue escrita por Mauricio Fue escrita por Pablo Mejía Bermudez (Pablo), Juan David Huertas Clavijo (El Profe), David Escobar Gallego (Dim), David Lorduy Hernández (Lorduy), Kevyn Cruz (Keityn) y Michael Torres (Myke Towers), y su producción estuvo a cargo de Tezzel y Mosty.

## Video musical
El videoclip fue grabado en la ciudad de Medellín bajo la producción de 36 Grados y la dirección de Paloma Valencia. Asimismo, fue lanzado el 4 de julio de 2019 por el canal de Piso 21 en YouTube.

### Sinopsis
Comienza con la presentación de los integrantes de Piso 21 junto a Myke Towers. El escenario fue montado sobre contenedores, donde hay cinco principales, y en cada uno, se encuentra cada intérprete, haciendo matices con colores fluorescentes.

## Posicionamiento en listas
| Listas (2017)                        | Mejor posición |
| ------------------------------------ | -------------- |
| Argentina (Monitor Latino)           | 85             |
| Colombia (National-Report)           | 8              |
| Ecuador (National-Report)            | 17             |
| Estados Unidos (Hot Latin Songs)     | 46             |
| Estados Unidos (Hot Latin Airplay)   | 28             |
| Estados Unidos (Hot Latin Pop Songs) | 15             |
| México Airplay (Billboard)           | 10             |